# 블랙 윈드밀
블랙 윈드밀(The Black Windmill)은 영국에서 제작된 돈 시겔 감독의 1974년 스릴러 영화이다. 마이클 케인 등이 주연으로 출연하였고 돈 시겔 등이 제작에 참여하였다.

## 출연

### 주연
- 마이클 케인
- 도널드 플레젠스

### 조연
- 델핀 세리그
- 클리브 레빌
- 존 버논

## 제작진
- 원작자: 클리브 이글턴
- Ass-PD: 스콧 헤일
- 미술: 피터 멀톤
- 의상: 안소니 멘들슨